# Phare de Capitancillo
Le phare de Capitancillo est un phare situé sur l'îlot Capitancillo, au large de la ville de Bogo dans la province Cebu, aux Philippines. 
Ce phare géré par le Maritime Safety Services Command (MSSC) , service de la Garde côtière des Philippines (Philippine Coast Guard ).

## Histoire
Capitancillo est un îlot corallien inhabité au nord-est de l'île de Cebu dans la mer de Visayan. 
Le phare original était l'un des 27 principaux phares des Philippines. Le phare sur Capitancillo, une tour en fonte à côté de bâtiments en maçonnerie, a été construit en 1905 pour guider les navires vers le port de Cebu. Il ne reste plus désormais que des ruines de l'ancienne station de signalisation. Il a été remplacé par une installation moderne en 1990.

## Description
C'est une tourelle cylindrique blanche de 25 m dont le sommet est en galerie-terrasse. Il est érigé sur la zone de l'ancien phare, à côté des bâtiments en ruines. Il émet, à 30 m de hauteur focale, trois éclats blancs toutes les 10 secondes. Sa portée n'est pas connue.
Identifiant : ARLHS : PHI-109 ; PCG-.... - Amirauté : F2406 - NGA : 14800 .
|                             |
| Localisation de Bogo (Cebu) |

### Lien connexe
- Liste des phares aux Philippines